# Hvidbjerg Sogn (Skive Kommune)
 For alternative betydninger, se Hvidbjerg Sogn. (Se også artikler, som begynder med Hvidbjerg Sogn)
Hvidbjerg Sogn var et sogn i Salling Provsti (Viborg Stift).
I 1800-tallet var Hvidbjerg Sogn anneks til Brøndum Sogn. Begge sogne hørte til Hindborg Herred i Viborg Amt. Brøndum-Hvidbjerg sognekommune blev ved kommunalreformen i 1970 indlemmet i Spøttrup Kommune, som ved strukturreformen i 2007 indgik i Skive Kommune.
I Hvidbjerg Sogn ligger Hvidbjerg Kirke.
I sognet findes følgende autoriserede stednavne:
- Bønding (bebyggelse)
- Gunderup (bebyggelse)
- Hvidbjerg (bebyggelse, ejerlav)
- Hvidbjergkær (bebyggelse)